# Tralewo (przystanek kolejowy)
Tralewo – nieczynny przystanek kolejowy w Tralewie, w powiecie malborskim w województwie pomorskim, w Polsce. Drewniany budynek poczekalni został zburzony w latach dziewięćdziesiątych XX wieku.